# Eureka (auto uit 1900)
De Eureka was een Amerikaanse auto die alleen in 1900 gefabriceerd werd. Het was een product van Ough & Waltenbough uit San Francisco. Het had een  driecilinderige motor van 4408 cc onder de achterbank met achterwielaandrijving. 